# Larerannis orthogrammaria
Larerannis orthogrammaria är en fjärilsart som beskrevs av Eugen Wehrli 1927. Larerannis orthogrammaria ingår i släktet Larerannis och familjen mätare. Inga underarter finns listade i Catalogue of Life.